# 郭纶 (成化进士)
郭綸（1434年—1493年），字理之，四川重慶府長壽縣人，民籍，治《詩經》，年四十二歲中式成化十一年乙未科第三甲第五十七名進士。十月初五日生，行二，曾祖郭守信；祖郭清；父郭孟桯；母胡氏。永感下，妻梅氏，繼妻何氏；兄經，弟縞。由國子生中式四川鄉試第七名舉人，會試中式第一百十三名。1477年接替宋端任华亭县知县一职，1486年由汪宣接任。